# History: Function Music
History: Function Music è un album collaborativo tra i rapper statunitensi E-40 e Too Short. Pubblicato il 6 novembre 2012 assieme a History: Mob Music, è prodotto da Earl Stevens e Too Short sotto l'etichetta Heavy On The Grind Entertainment. Prendono parte al progetto, tra gli altri, Tyga, Wiz Khalifa, Jeremih e Ice Cube.
L'album entra nella Billboard 200 e nelle classifiche degli album rap, R&B/Hip-Hop e degli album indipendenti.
| Recensione | Giudizio |
| ---------- | -------- |
| AllMusic   | [ 1 ]    |
| Pitchfork  | 7.8/10   |
| RapReviews | 6/10     |

## Tracce
1. This Shit Pound (featuring Stressmatic) – 3:57 (musica: DecadeZ)
2. Slide Through (featuring Tyga) – 3:21 (musica: DecadeZ)
3. Smoke That Shit – 3:29 (musica: DecadeZ)
4. Let's Have A Party (featuring Cousin Fik & Knotch) – 3:31 (musica: ShonuFF)
5. Dump Truck (featuring Travis Porter & Young Chu) – 4:11 (musica: Scorp Dezel)
6. Singles – 4:02 (musica: Dupri)
7. Entrepreneur – 2:54 (musica: Willy Will)
8. Bout My Money (featuring Jeremih & Turf Talk) – 4:02 (musica: Rick Rock)
9. Say I (featuring Wiz Khalifa) – 3:51 (musica: Droop-E)
10. Workin' the Trunk – 4:23 (musica: Traxamillion)
11. West Coast Shit (featuring Ice Cube) – 3:55 (musica: Tone Bone)
12. One Foot (featuring Suga Free) – 3:38 (musica: AJ)
13. Check That Bitch – 3:47 (musica: D Nyce)
14. Everyday – 3:31 (musica: ShonuFF)
15. Lemme See You Twerk (featuring Dolla Will & Decadez) – 3:26 (musica: DecadeZ)
16. Toasted (featuring Decadez & Lil' Skeeter) – 3:38 (musica: DecadeZ)
17. Cali (featuring Wifey & DJ Upgrade) – 4:53 (musica: DJ Upgrade)

## Classifiche settimanali
| Classifica (2012)         | Posizione massima |
| ------------------------- | ----------------- |
| Stati Uniti               | 62                |
| US Independent Albums     | 9                 |
| US Top R&B/Hip-Hop Albums | 9                 |
| US Top Rap Albums         | 6                 |